# 出光ケイ
出光 ケイ（いでみつ ケイ、1961年3月23日 - ）は、日本のスポーツキャスター、スポーツジャーナリスト。本名：出光紀子。個人事務所「オフィス出光」を開設している。
海軍中将出光万兵衛の孫にあたる。

## 経歴
白百合学園中学校・高等学校を経て日本大学藝術学部演劇学科卒業。
大学在学中にラジオ番組アシスタントとしてデビュー。1986年、『JNNスポーツチャンネル』（TBSテレビ）に「日本初の女性スポーツキャスター」という触れ込みで起用されブレイク。
1989年、無名時代に撮影されたヌードカレンダーが写真週刊誌のFRIDAYに掲載後、出演番組を降板し海外に移る。
帰国後はスポーツジャーナリスト、リポーター、司会者としてテレビ、雑誌、イベント等多方面で活躍。
KBS京都テレビ『KEIBAワンダーランド』土曜メインキャスターを1994年から2010年末の番組終了（日本中央競馬会のメディア戦略見直しによる）まで17年間担当した。

## テレビ出演
- 「KEIBAワンダーランド」（KBS京都テレビ）
- 「1985年の日本シリーズ」（TBSテレビ、（1985年11月2日)プロ野球日本シリーズ西武ライオンズ対阪神タイガース第6戦でスタンドリポーターを担当）
- 「クイズダービー」（TBSテレビ、第668回(1988年11月26日)ゲスト解答者）
- 「緊急特番!だから阪神は優勝ダ!!」（MBSテレビ、(1992年8月3日)阪神選手寮・虎風荘から生中継）
- 「阪神タイガースを優勝させる番組ダァ!」（MBSテレビ、(1992年10月3日)兵庫県・西宮神社から生中継）
- 「天国からもういちど」（TBSテレビ、1993年）
- 「東名高速道路全通40周年 あの日 あの町」（tvk、2009年3月）
- 「福田健次の花鳥風月」（BS12、2014年9月） 関門海峡の旅～前編・後編
- 「爆報! THE フライデー」（TBSテレビ、2015年10月16日）
- 「クイズ!脳ベルSHOW」(BSフジ、2017年2月8日、2月9日)

## ラジオ出演
- 「わが人生に乾杯!」（2008年より、NHKラジオ第1）
- 「SATURDAY CREENISH AiR」（TOKYO FM）

## その他
- 2013年7月から12月まで、中日新聞夕刊のコラム｢紙つぶて｣を執筆。